# نارک ماناسیان
}}
نارک ماناسیان (ارمنی: Նարեկ Մանասյան) بوکسور آماتوری مرد اهل ارمنستان است که در مسابقات قهرمانی بوکس آماتوری اروپا ۲۰۲۲ که در ایروان، ارمنستان برگزار شد در وزن ۹۲ موفق به کسب مدال برنز شد. وی در مسابقات قهرمانی بوکس آماتوری جهان ۲۰۲۳ که در تاشکند، ازبکستان برگزار شد در وزن موفق به کسب مدال برنز شد.